# Gruppo di NGC 1685
Il Gruppo di NGC 1685 comprende tre galassie situate nella costellazione di Orione.

## Descrizione
La distanza media tra il centro di massa di questo gruppo e la nostra Via Lattea è di circa 219 milioni di anni luce (67,0 Mpc).

## Membri
I membri del Gruppo di NGC 1685 sono riportati nella tabella sottostante.
| Nome         | Classificazione | Tipo            | RA (J2000.0)  | DEC (J2000.0) | Velocità radiale (km/s) | Magnitudine apparente | Distanza (Mpc) | Dimensioni (kal) |
| ------------ | --------------- | --------------- | ------------- | ------------- | ----------------------- | --------------------- | -------------- | ---------------- |
| NGC 1685     | SB0/a(r)        | Lenticolare     | 04h 52m 34.2s | -02° 56′ 58″  | 4554 ± 11               | 14,1                  | 66,7 ± 4,7     | 79               |
| MCG -1-13-22 | Sb?             | Spirale         | 04h 51m 26.6s | -03° 07′ 19″  | 4577 ± 9                | 10,619 +/- 0,024a     | 67,1 ± 4,7     | 96               |
| MCG -1-13-33 | SB(s)cd         | Spirale barrata | 04h 53m 17.4s | -03° 00′ 36″  | 4592 ± 4                | 14,3540               | 67,3 ± 4,7     | 87               |

- a Nel vicino infrarosso.

Il sito DeepskyLog permette di trovare agevolmente le costellazioni in cui sono situate le galassie; in alternativa si possono utilizzare le coordinate delle galassie per individuarle. Se non altrimenti indicato, le coordinate sono quelle fornite dal sito NASA/IPAC (National Aeronautics and Space Administration / Infrared Processing and Analysis Center).